# Province de Vientiane
Ne doit pas être confondu avec Préfecture de Vientiane.

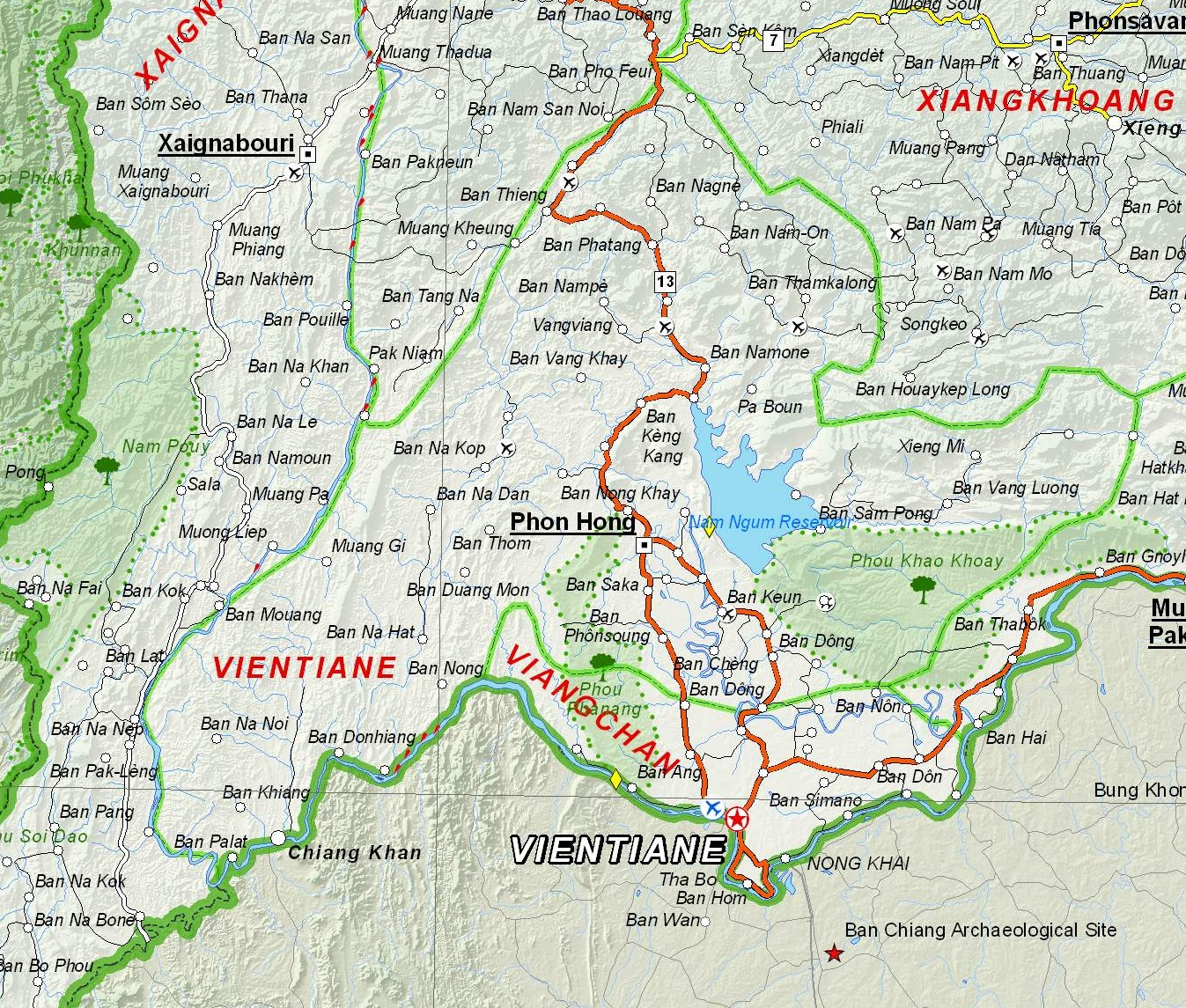
Carte de la province

La province de Vientiane est une province du Laos. Sa capitale est Phon Hong et sa deuxième ville, important lieu touristique, est Vang Vieng. En 1989, elle a été scindée en deux, par séparation de la préfecture de Vientiane, où se trouve la capitale Vientiane.

## Histoire
Le royaume de Lan Xang, basé à Luang Prabang, établit en 1353 le poste de Muang Song sur la route vers Vientiane. Le lieu est renommé Vang Vieng par les Français vers 1890. La ville se développe pendant la guerre du Viêt Nam de 1964 à 1973 car les Américains y établissent une base aérienne. Le barrage de Nam Ngum (en), terminé en 1971, est construit pour fournir de l'électricité à Vientiane. En 1989, la province est scindée en deux par séparation de la préfecture de Vientiane, où se trouve la capitale Vientiane.

## Géographie

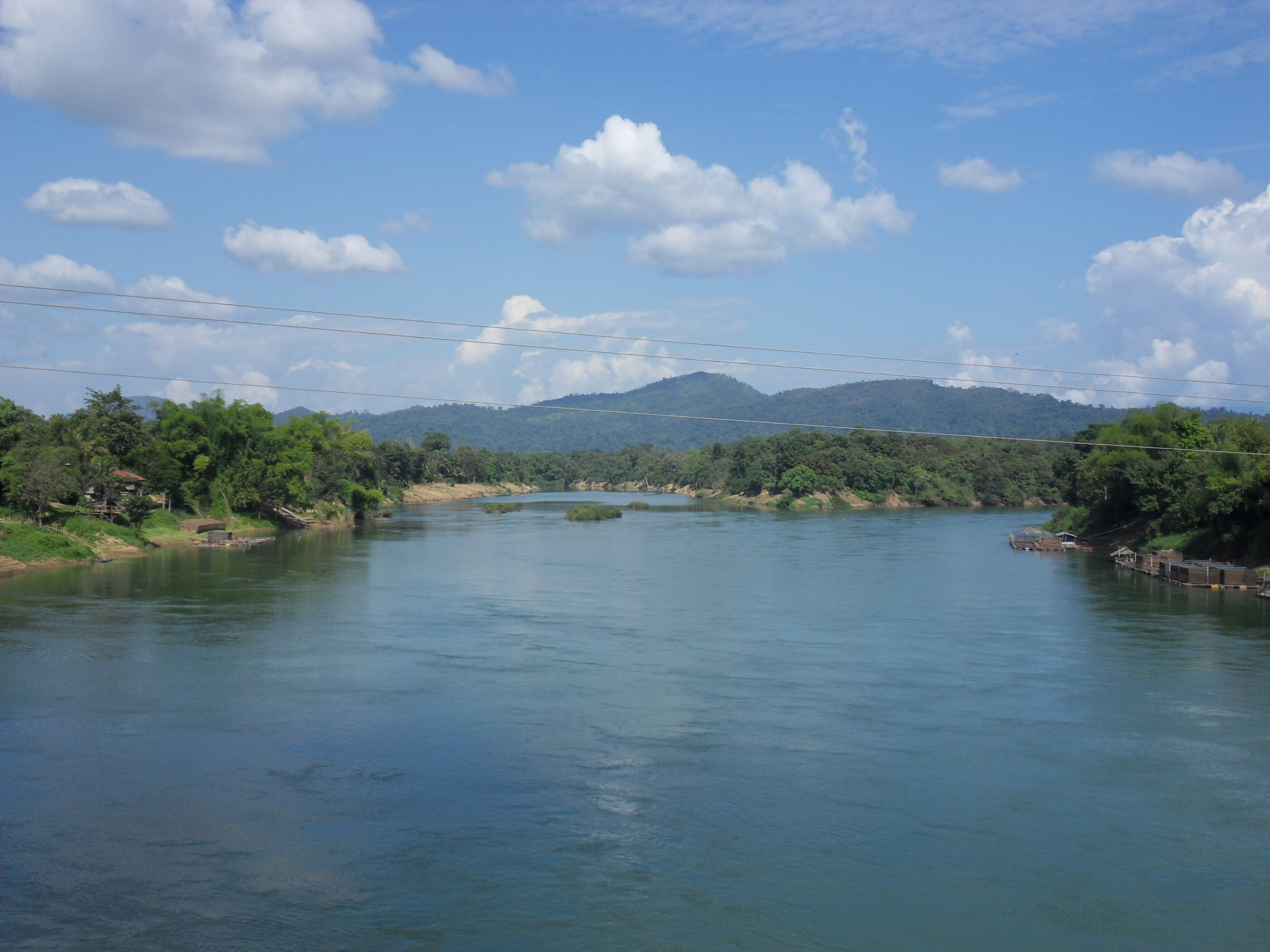
Confluent de la Nam Lik (à gauche) dans la Nam Ngum (à droite).

La province, située dans le Nord-Ouest du Laos, a une surface de 18 526 km2. Elle est limitrophe de la province de Luang Prabang au nord, des provinces de Xaisomboun et Borikhamxay à l'est, de la préfecture de Vientiane et la province thaïlandaise de Loei au sud et de la province de Sayaboury dont elle est séparée par le Mékong à l'ouest.
La province est montagneuse aux deux tiers. Le barrage (en) construit sur le cours de la Nam Ngum crée l'un des plus grands lacs du pays. Les autres rivières importantes sont la Nam Lik et la Nam Song (en).

## Aires protégées
L'aire protégée de Phou Khao Khoay s'étend sur les provinces de Vientiane, Xaisomboun et Borikhamxay ainsi que dans la préfecture de Vientiane. Établie en 1993, elle a une surface d'environ 2 000 km2. C'est une région couverte de forêts et montagneuse, le plus haut sommet atteignant 1 671 mètres. On y trouve notamment des éléphants, des tigres et des gibbons,.
L'aire protégée de Phou Phanang s'étend dans la province de Vientiane et la préfecture de Vientiane. Il s'agit d'une zone de forêts allant de 200 à 700 mètres d'altitude. On y trouve notamment des gibbons et des éléphants.

## Divisions administratives
Avant la création de la province de Xaisomboun le 13 décembre 2013, la province de Vientiane était découpée en 12 muangs (ou districts). Les deux derniers districts (Hom et Longsane) ont été intégrés à la nouvelle province et la province de Vientiane compte actuellement 11 districts :
| Carte | Code                   | Nom         | Nom lao | Population (2015) |
| ----- | ---------------------- | ----------- | ------- | ----------------- |
|       |                        |             |         |                   |
| 10-01 | District de Phonhong   | ເມືອງໂພນໂຮງ  | 65 181  |                   |
| 10-02 | District de Thoulakhom | ເມືອງທຸລະຄົມ   | 54 423  |                   |
| 10-03 | District de Keo Oudom  | ເມືອງແກ້ວອຸດົມ  | 17 786  |                   |
| 10-04 | District de Kasy       | ເມືອງກາສີ     | 36 764  |                   |
| 10-05 | District de Vangvieng  | ເມືອງວັງວຽງ   | 55 503  |                   |
| 10-06 | District de Feuang     | ເມືອງເຟືອງ    | 41 253  |                   |
| 10-07 | District de Xanakharm  | ເມືອງຊະນະຄາມ | 40 027  |                   |
| 10-08 | District de Mad        | ເມືອງແມດ     | 21 102  |                   |
| 10-09 | District de Viengkham  | ເມືອງວຽງຄໍາ   | 18 526  |                   |
| 10-10 | District de Hinherb    | ເມືອງຫີນເຫີບ   | 29 244  |                   |
| 10-11 | District de Meun       | ເມືອງໝື່ນ      | 40 281  |                   |
| 10–11 | District de Hom        | ເມືອງໝື່ນ      |         |                   |
| 10–12 | District de Longsane   | ເມືອງລ້ອງຊານ  |         |                   |

## Démographie
En 2015, la province a une population de 419 090 habitants. La densité de population est de 23 habitants par km2. 33,4 % des habitants vivent en zone urbaine, 66,3 % dans des zones rurales accessibles par la route et 0,3 % dans des zones non accessibles par la route. À la même date, 27 % des habitants de la province sont nés dans un autre district que celui dans lequel ils résident (la moyenne nationale est de 17 %). C'est le deuxième taux le plus haut du pays après la préfecture de Vientiane. 6,5 % des habitants de 10 ans et plus ont immigré depuis une autre province entre 2005 et 2015, ce qui est également dans les plus hauts taux du pays. Les principales villes sont la capitale Phon Hong et Vang Vieng. 
La province est notamment peuplée des ethnies Lao Loum, Hmong, Khmu, Lao Theung et Yao.

## Économie
Les principales cultures de la province sont le riz, le maïs, le grain de Job, le manioc, les bananes, la lime, les concombres, les tamarins, le tabac et les pastèques. La province a accordé des concessions à des investisseurs dans les domaines de l'industrie minière, des agrocarburants, de l'exploitation du caoutchouc et du bois et de l'alimentation.

## Tourisme

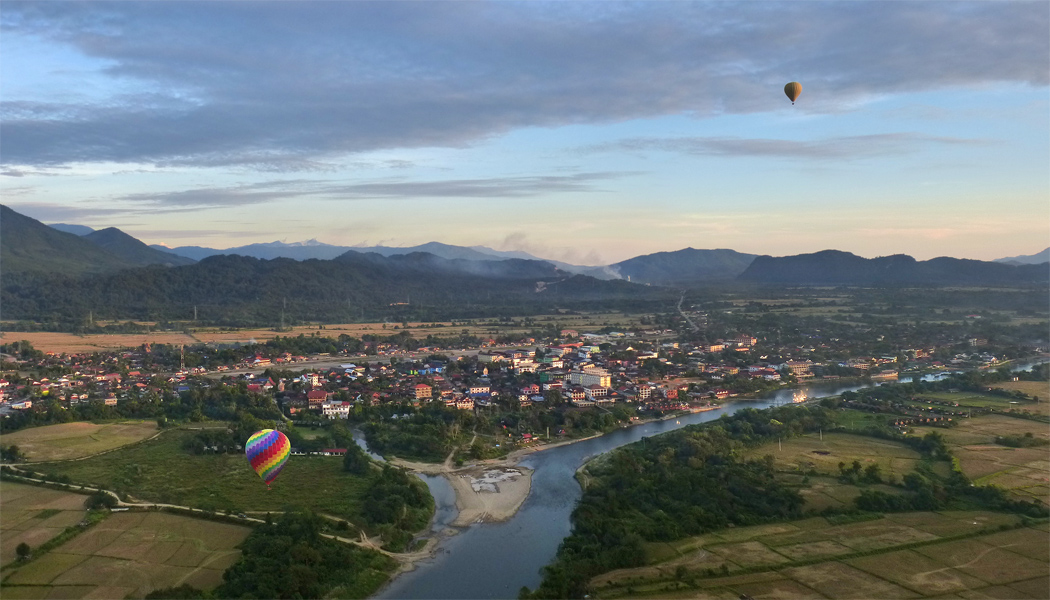
Vang Vieng vue depuis une montgolfière.

En 2010, la province possède plus de 4 600 chambres dont 1 850 se trouvent à Vang Vieng. En 2017, 592 650 touristes internationaux et 353 874 touristes domestiques ont visité la province. Le territoire compte 23 hôtels et 289 maisons d'hôtes pour un total de 5 592 chambres et 7 375 lits à la même date.
Les principales attractions sont notamment les paysages montagneux et les sports aquatiques autour de Vang Vieng et les tours en bateau sur le lac du barrage de Nam Ngum (en).

## Transports
La province est traversée du nord au sud par la route nationale 13. Les principales localités se trouvent à proximité de cette route.
Depuis décembre 2021, une ligne de chemin de fer relie Vientiane à Boten (frontière chinoise). Ce projet ferroviaire fait partie du grand projet chinois “Belt and Road”.